# Fechthaus (Nürnberg)

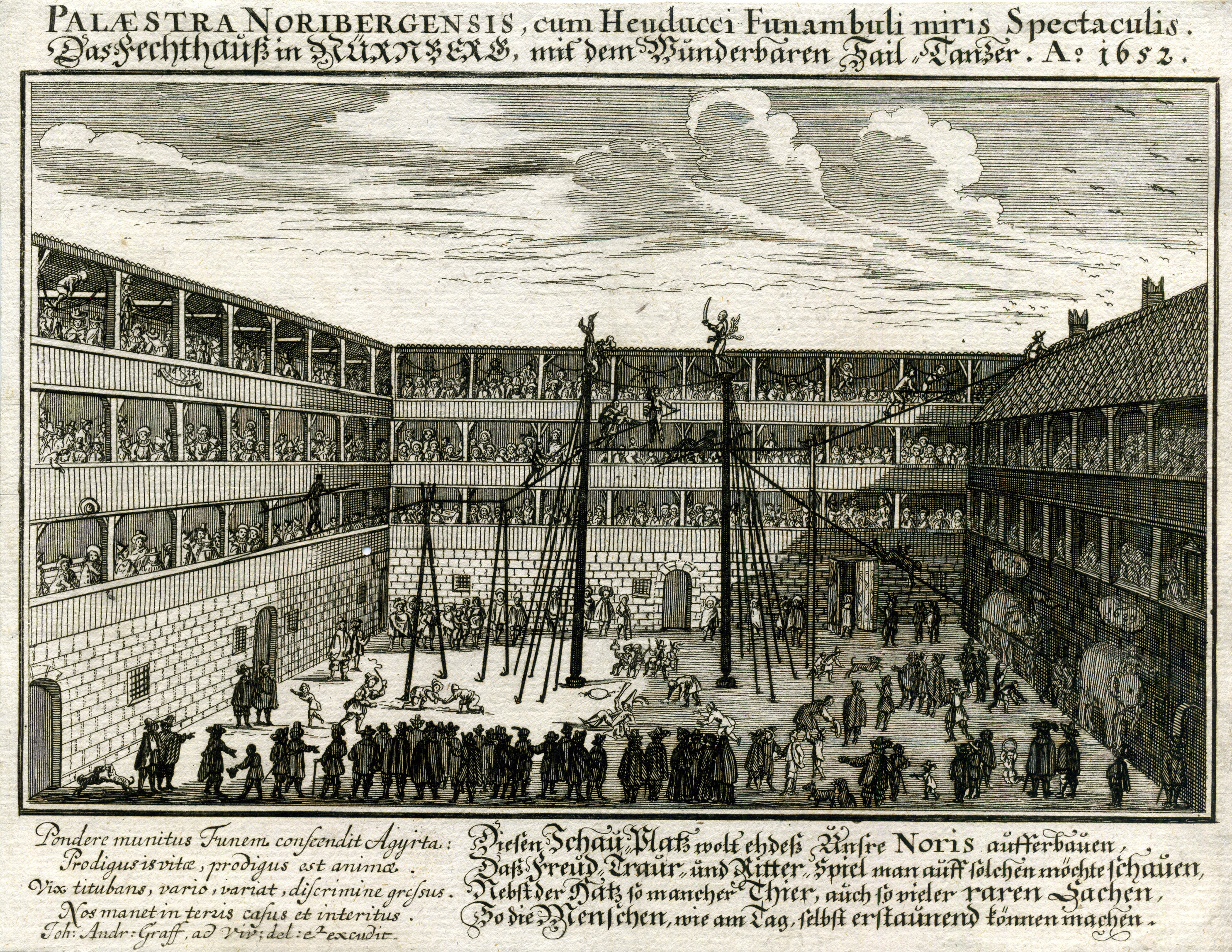
Seiltänzer 1652 im Fechthaus (Kupferstich von ca. 1680)

Das Nürnberger Fechthaus, auch Tagkomödienhaus oder Theatralhaus genannt, war eine Veranstaltungsstätte auf der Insel Schütt, die für Fechtkämpfe, Theateraufführungen, Tierhatzen sowie andere Schaustellungen genutzt wurde. Der Bau bestand von 1628 bis 1811.

## Geschichte

### Anfänge
Bis zur Errichtung des Fechthauses existierte in Nürnberg keine feste Spielstätte für Theateraufführungen und andere Darbietungen. Diese fanden, wie auch Fechtkämpfe (bei denen die beiden konkurrierenden Gesellschaften, Marxbrüder und Federfechter gegeneinander antraten), an verschiedenen städtischen Lokalitäten statt, darunter im Heilsbronner Hof in der Nähe von St. Lorenz. Auch Gasthäuser und andere private Anwesen dienten als Veranstaltungsorte. Die Stadt wollte solche Aufführungen allerdings an einem Ort bündeln, um einen wichtigen Bereich des öffentlichen Lebens sowie die finanziellen Einnahmen daraus besser und zentral kontrollieren zu können.

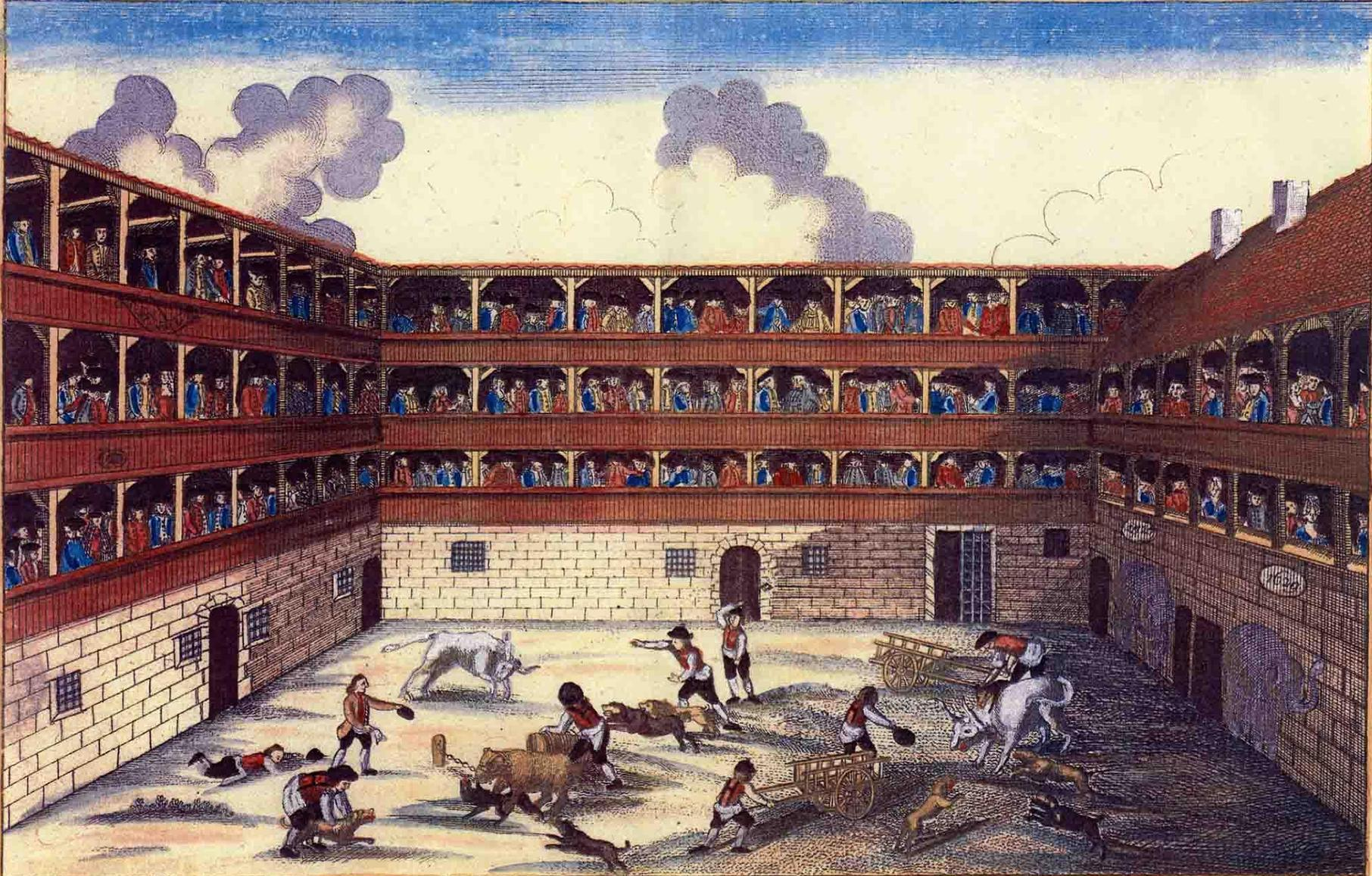
Ochsen- und Bärenhatz (um 1750)

### Der Bau
Nachdem die Reichsstadt erfolglos versucht hatte, den Heilsbronner Hof als Ort für eine Vergnügungsstätte zu erwerben (er befand sich seit der Reformation im Besitz der Markgrafen von Ansbach), beschloss der Rat im August 1627, einen Theaterneubau zu errichten. Zwei Monate später wurde mit den Bauarbeiten auf der Insel Schütt begonnen. Das Fechthaus war ein Anbau an das dort befindliche Wildbad. Um einen Hof von etwa 20 × 25 Metern wurden dreigeschossige, hölzerne Galerien (auf der Eingangsseite zweigeschossig) auf steinernen Grundmauern errichtet. Die Galerien wiesen abgetrennte Balkone beziehungsweise Logen in unterschiedlicher Qualität und dementsprechend zu verschiedenen Preiskategorien auf. Das „einfache Volk“ fand sich bei Schauvorstellungen hauptsächlich im Hof ein. Somit verwirklichte das Fechthaus erste Formen eines Rangtheaters. Der steinerne Unterbau beherbergte vergitterte Zellen für Tiere. Die Außenfassade des Gebäudes war in den Stadtfarben rot und weiß geschmückt sowie mit allegorischen Darstellungen zur Schauspielkunst, dem Fechten und der Tierhatzen versehen. Über dem Eingangsportal befand sich eine lateinische Inschrift, welche die Bestimmung des Baus verdeutlichte: „Gymnastica Martis et Artis [...]“ („Schauplatz des Mars [Kriegs] und der Kunst“).

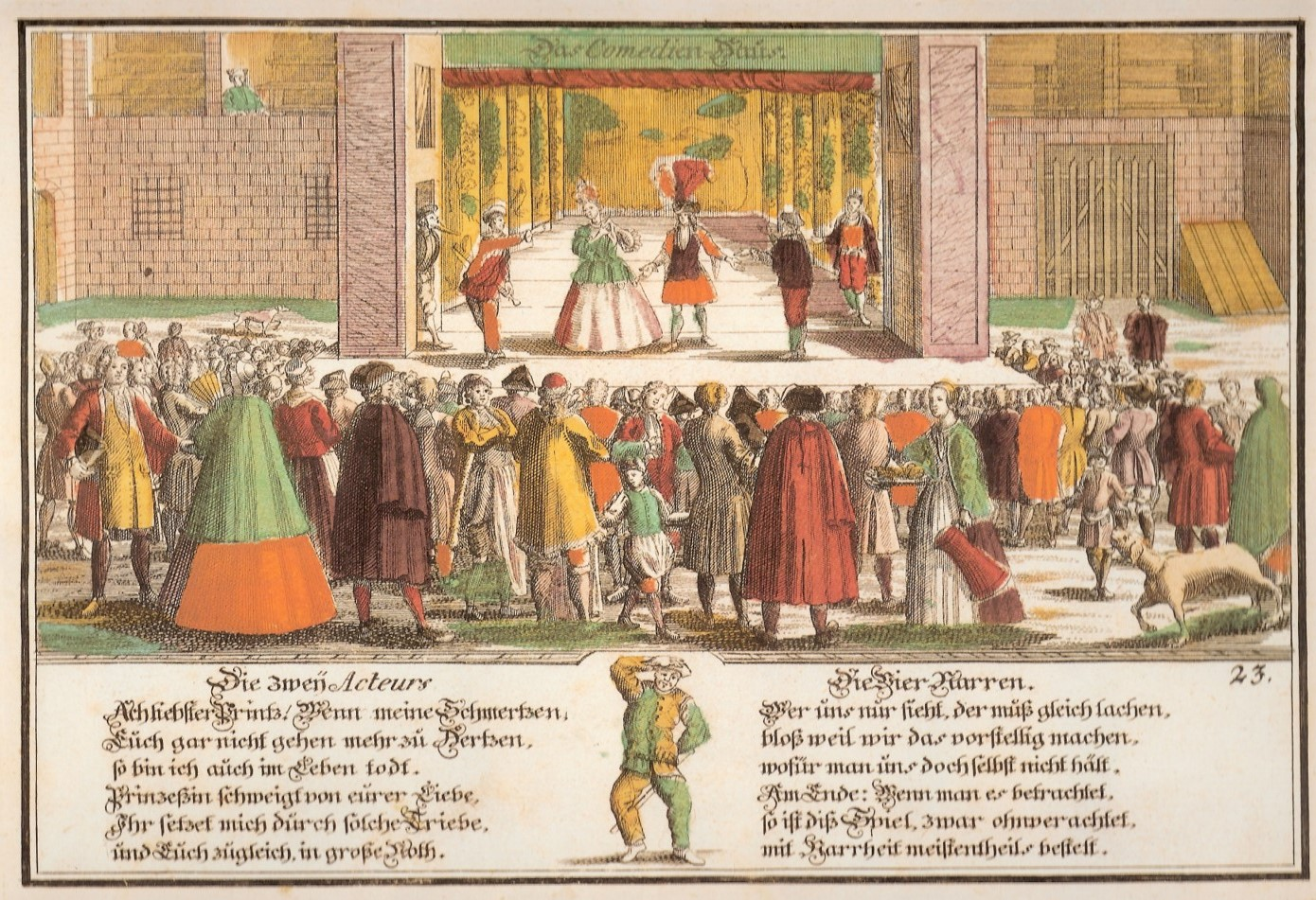
Theateraufführung im Fechthaus (um 1750)

Am 16. Juni 1628 wurde das Fechthaus mit einer Komödie von Hans Mühlgraf eröffnet, es gilt als das erste kommunale Theatergebäude auf dem Gebiet des Heiligen Römischen Reichs. Die städtische Geistlichkeit kritisierte seit Eröffnung diese neue Institution und richtete mehrfach erfolglos Gesuche an den Rat, die Aufführungen einstellen zu lassen. Im 17. Jahrhundert fanden die Fechtschulen (also Fechtwettbewerbe) montags und Komödienaufführungen mittwochs statt. Um 1700 wurden die Fechtkämpfe vom Rat der Stadt jedoch verboten, sodass das Fechthaus für Schauspiele am häufigsten genutzt wurde. Die Nürnberger Fleischerzunft veranstaltete regelmäßig Tierhatzen, die letzte am 15. Februar 1759. Das Tierhetzen war vom Magistrat fortan ebenfalls untersagt. Im Fechthaus wurden außerdem exotische Tiere wie Elefanten, Löwen oder Affen vorgeführt. Anlagen speziell für Tierhatzen entstanden in der Barockzeit auch in anderen Städten, so beispielsweise der Hetzgarten in Berlin oder das Wiener Hetztheater.
Das Fechthaus bot etwa 3000 Menschen Platz und übte eine große Anziehungskraft auf Zeitgenossen aus, allein in den ersten beiden Jahren nach der Eröffnung zählte es circa 38.600 Besucher. In der Anfangszeit kamen zwischen einem Drittel und der Hälfte der Einnahmen dem Heilig-Geist-Spital zugute. Während des Dreißigjährigen Krieges kam es ab 1631 zu einer mehrjährigen Spielpause, der Betrieb wurde 1643 wieder aufgenommen. Fortan flossen keine Spenden mehr an das Spital, sondern die Einnahmen in die Bau- und Kriegsamtkasse der Stadt.

### Weitere Entwicklung
Das Fechthaus konnte auf Grund der nicht überdachten, unbeleuchteten Spielfläche nur bei gutem Wetter (beziehungsweise in der Regel im Sommer) sowie nur tagsüber genutzt werden. 1668 wurde in Nürnberg das Nachtkomödienhaus eröffnet, was im Gegensatz zum Fechthaus jahres- und tageszeitlich unabhängig bespielt werden konnte, weswegen das Fechthaus im Laufe des 18. Jahrhunderts zunehmend weniger genutzt und baufällig wurde. Es war allerdings nach wie vor bei den Bürgern beliebt. 1766 fand hier die letzte Theateraufführung statt.
In der Folgezeit wurde das Gebäude umgebaut und 1771 in den unteren Geschossen eine Glasschleiferei eingerichtet, die als Arbeits- sowie Zuchthaus diente. Im Jahr 1800 wurde diese Anstalt wieder aufgegeben. Bis zuletzt wurde der Hof des Öfteren zum Zünden von Feuerwerken genutzt. 1811 erwarb der Privatmann Alexander Baumann das Fechthaus zusammen mit dem angrenzenden Wildbad, ließ ersteres abreißen und nutzte die Fläche, um dort einen Garten zur Vergrößerung des Bades anzulegen.